# Hypagyrtis esther
Hypagyrtis esther là một loài bướm đêm trong họ Geometridae.